# BAIC Senova D70
BAIC Senova D70 – samochód osobowy klasy średniej produkowany pod chińską marką BAIC w latach 2013–2020.

## Pierwsza generacja

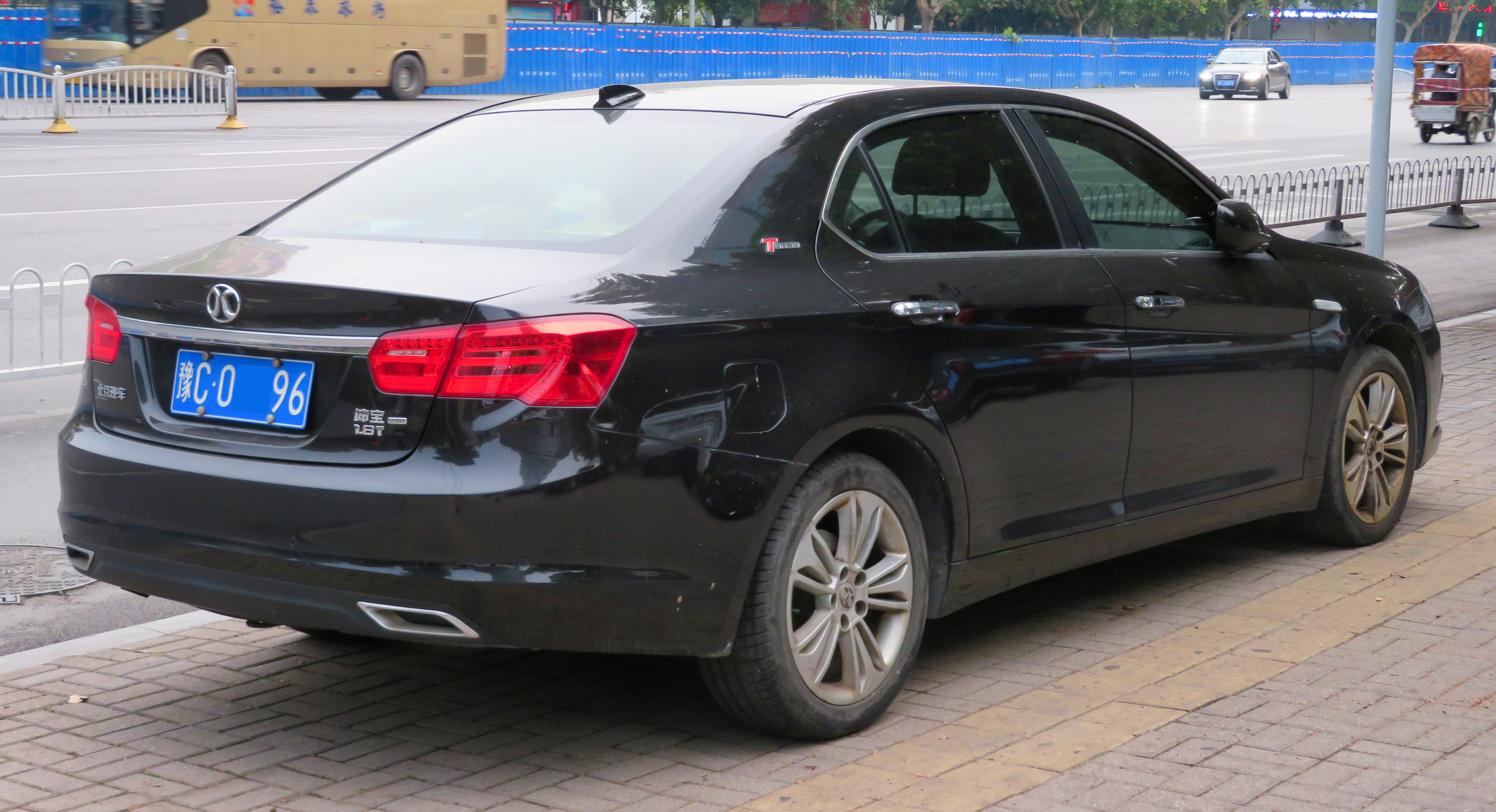
BAIC Senova D70 I – tył

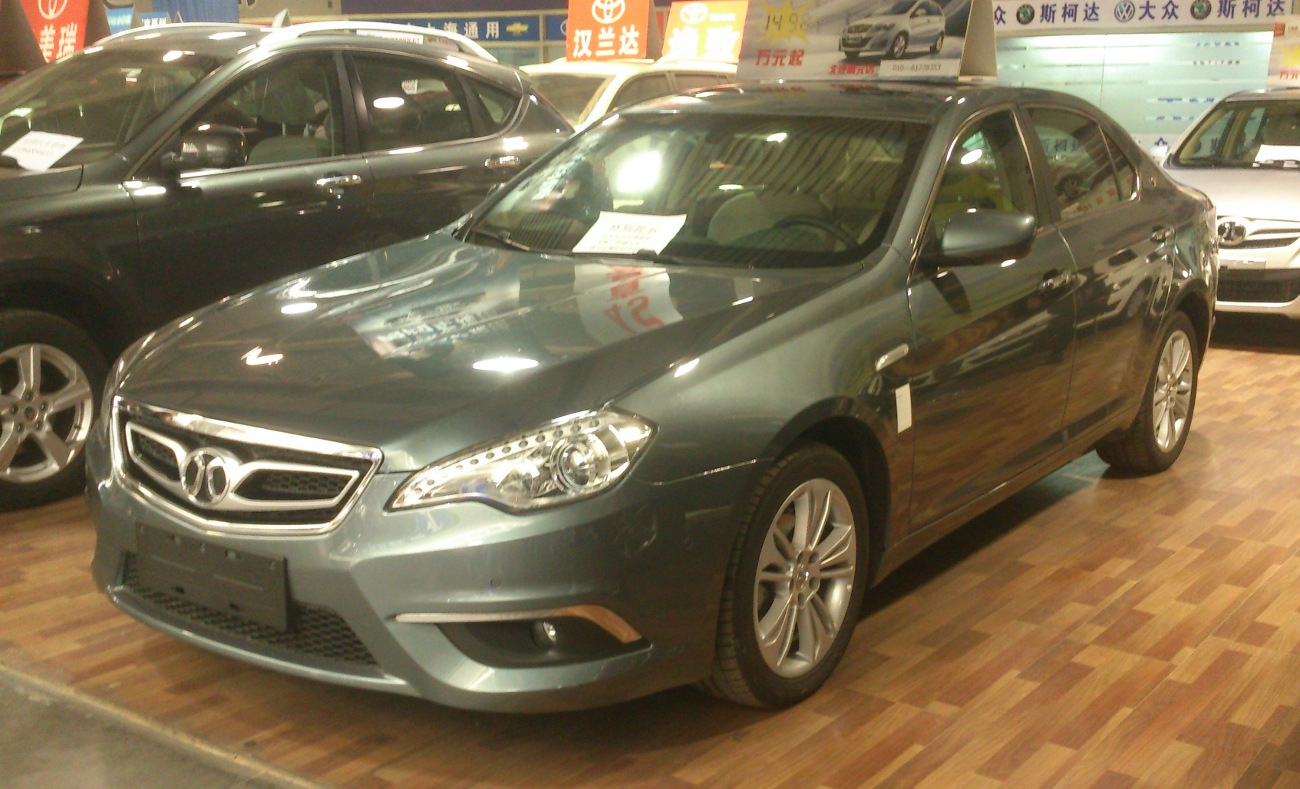
BAIC Senova D70 I w salonie

BAIC Senova D280 został zaprezentowany po raz pierwszy w 2013 roku.
Po zakupieniu w 2009 roku przez chiński koncern BAIC Group praw od szwedzkiego Saaba do stosowania platformy oraz podzespołów technicznych jego dwóch sedanów, na bazie większego z nich, pierwszej generacji modelu 9-5, opracowany został model z nowej linii modelowej Senova – D280/D320.
Pierwotnie samochód miał być jedynie lekko zmodyfikowanym modelem Saaba, co sugerował prototyp BAIC C70 z 2010 roku, jednak ostatecznie chiński producent zdecydował się nadać mu unikalną stylizację z charakterystyczną aerodynamiczną sylwetką i podłużnym przodem.
Pod kątem jednostek napędowych, BAIC również zdecydował się nieznacznie zmodyfikować silniki konstrukcji Saaba, zarówno w przypadki słabszego 2-litrowego benzynowego turbo o mocy 204 KM, jak i topowego 2,3-litrowego turbo o mocy 250 KM.
W ramach zmian w stosowanym nazewnictwie w swojej gamie samochodów, w marcu 2014 roku BAIC zdecydował się poszerzyć rodzinę modeli z linii Senova i uprościć ich drugi człon nazwy. W ten sposób, seria D280 i D320 została przemianowana na BAIC Senova D70.

### D80
W listopadzie 2014 roku BAIC przedstawił topową, luksusową limuzynę opartą na bazie Senovy D70, która otrzymała nazwę BAIC Senova D80. Dla podkreślenia indywidualnego charakteru, samochód zyskał większą chromowaną atrapę chłodnicy, przemodelowane reflektory oraz lampy tylne, a także większy rozstaw osi przekładający się głównie na większy przedział pasażerski w drugim rzędzie siedzeń.

### ES210 EV
W grudniu 2014 roku ofertę poszerzył kolejny, tym razem w pełni elektryczny wariant o nazwie BAIC Senova ES210 EV. Układ napędowy utworzył silnik elektryczny o mocy 109 KM i bateria o pojemności 38,5 kWh, łącznie rozwijając zasięg na jednym ładowaniu do maksymalnie 175 kilometrów.

### Silniki
- R4 1.8l B185R Turbo
- R4 2.0l B205 Turbo
- R4 2.3l B235 Turbo

## Druga generacja

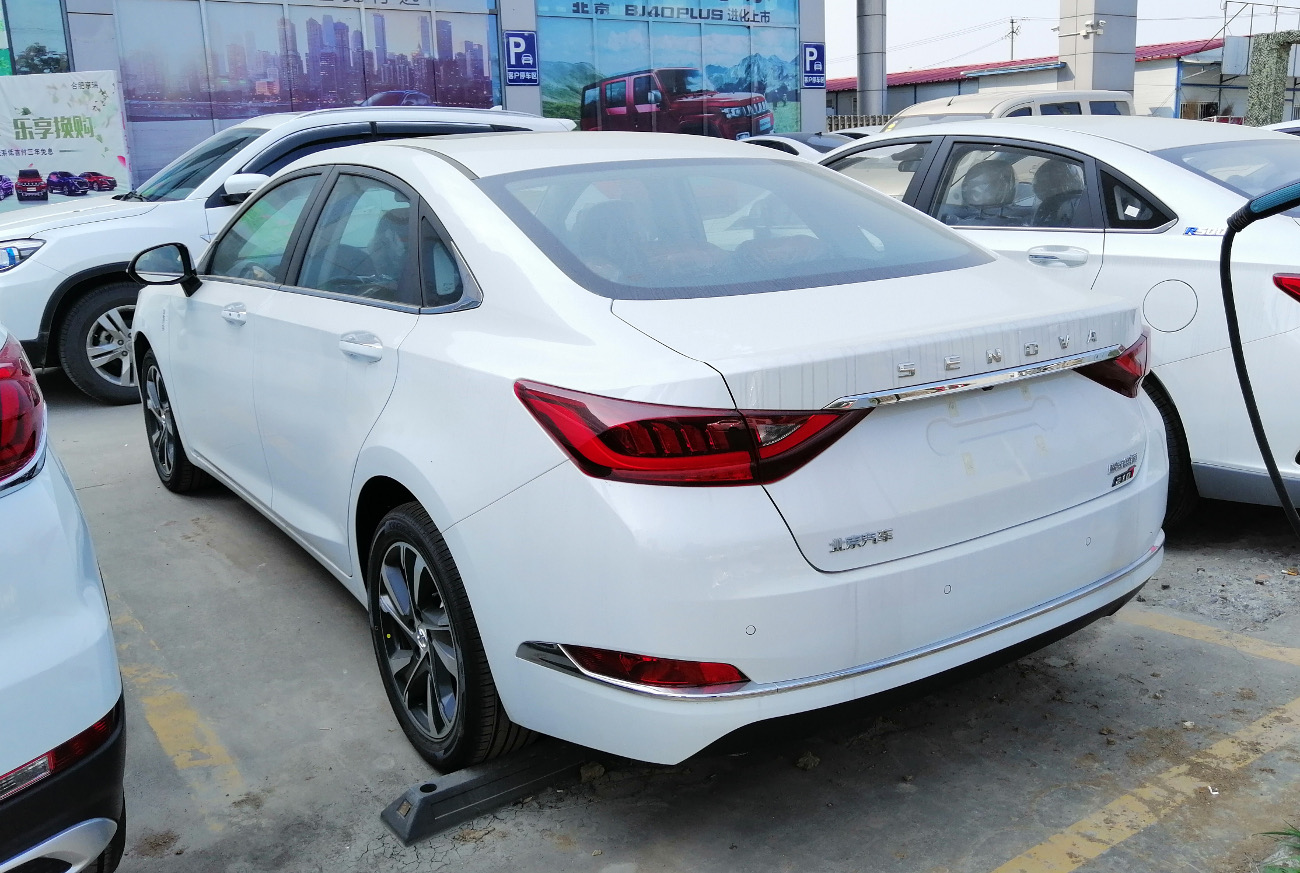
BAIC Senova D50 II – tył

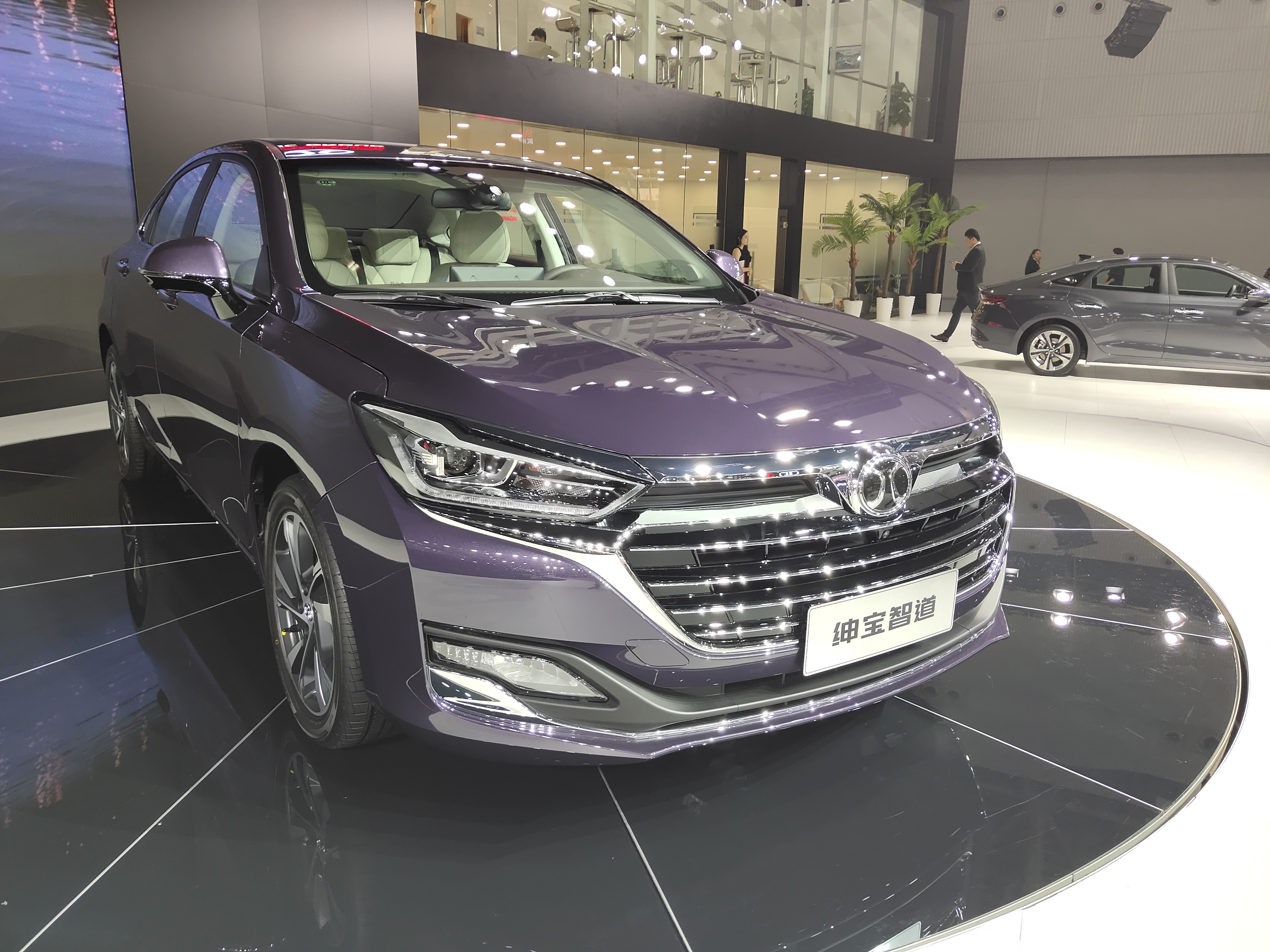
BAIC Senova D50 II podczas premiery

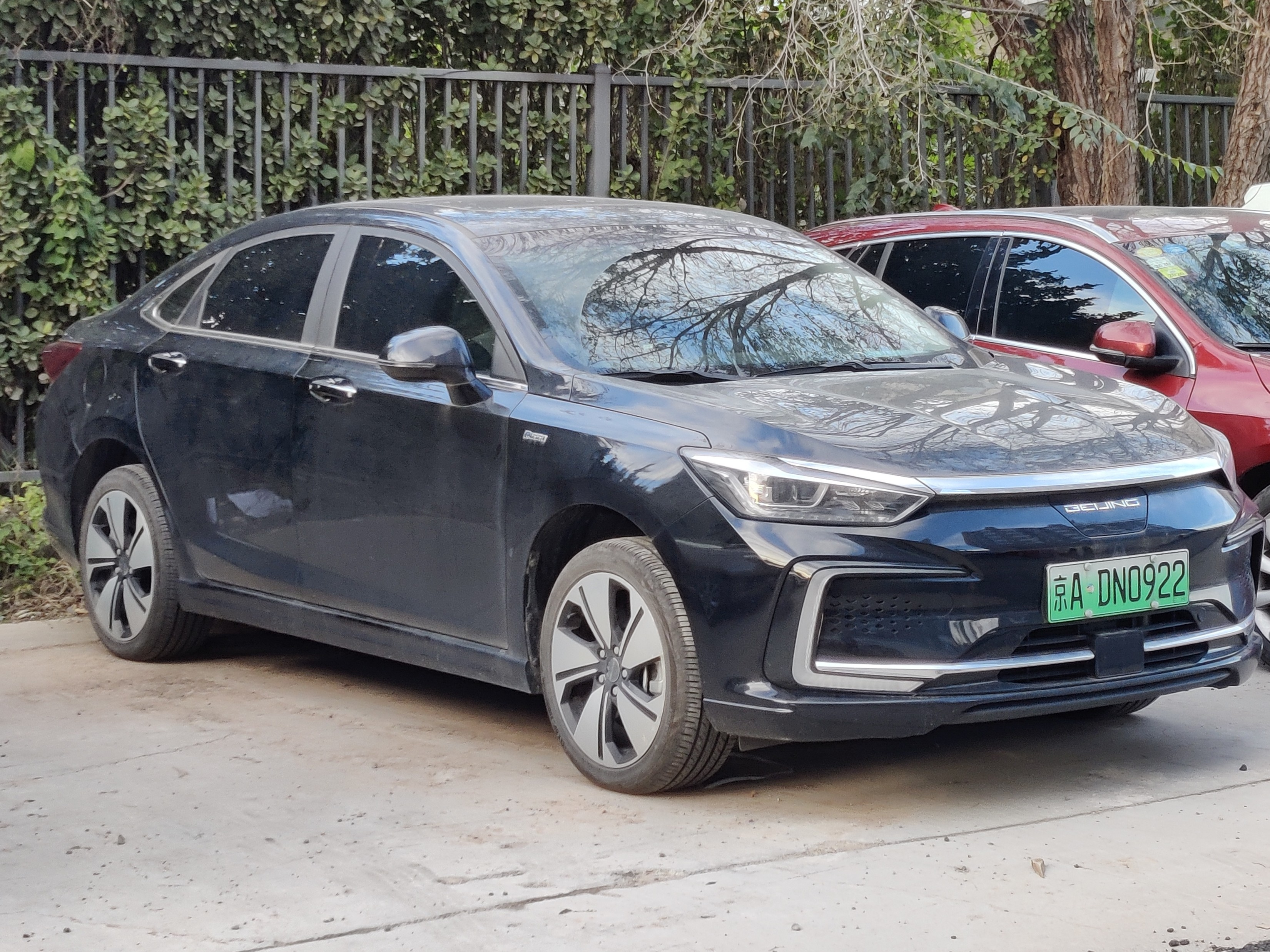
Beijing EU7 - model po liftingu

BAIC Senova D70 II został zaprezentowany po raz pierwszy w 2018 roku.
W ramach nowego porządku stylistycznego wdrożonego w 2017 roku przy okazji nowego wcielenia mniejszego modelu BAIC Senova D50, rok później w jego nurcie utrzymano także drugą generację większego modelu D70. W przeciwieństwie do poprzednika, pojazd został oparty na nowej, samodzielnie opracowanej platformie.
Charakterystycznymi cechami wyglądu drugiej generacji D70 stał się duży, trapezoidalny wlot powietrza w przedniej części nadwozia, masywna bryła nadwozia, wysoko poprowadzona linia okien, a także łagodnie opadająca linia dachu z pochylonymi pod dużym kątem tylnymi słupkami.
Obszerne zmiany przeszła też kabina pasażerska, którą zdominowała mniej masywna deska rozdzielcza na rzecz tablicy przyrządów ułożonych w poziomych pasach, na czele z ekranem systemu multimedialnego na jej szczycie.

### Lifting i zmiana nazwy
W ramach kolejnej zmiany w polityce nazewniczej w portfolio BAIC, producent zdecydował się wycofać z rynku linie modelowe Senova i BJEV, tworząc w ich miejscu jedną, samodzielną markę o nazwie Beijing. Tworząc ją, dotychczasowe modele z usuwanych linii przeszły restylizacje pasa przedniego i otrzymały nową nazwę. Od połowy 2020 roku BAIC Senova D70 nosi nową nazwę, Beijing U7.

### Silnik
- R4 1.5l A151